# SN-600 Diplomate
Le SN-600 Diplomate est un avion d'affaires biréacteur conçu en France à la fin des années 1960 par les deux sociétés nationalisée Sud-Aviation et Nord-Aviation, d'où son sigle SN pour « Sud-Nord ». Il ne fut pas construit en série mais déboucha sur le SN-601 Corvette.

## Conception
Il est présenté sous forme de maquette au salon aéronautique de Hanovre de 1968.